# ملعب نادي الرائد
ملعب نادي الرائد ، هو ملعب كرة قدم يقع في بريدة، السعودية، يتسع لـ 5000 متفرج. تم افتتاحه في 2024 ، وتم إطلاق اسم :حديقة التحدي ، challenge park له وهو الملعب الرسمي النادي الرائد.